# Ingebrigt Hagen
Ingebrigt Severin Hagen, född 1852 i Trondheim, död 1917, var en norsk läkare och botaniker. 
Hagen var t.f. distriktsläkare i Oppdal 1899–1906. Han ägnade sig som botaniker ingående åt bladmossorna och behandlade dessa i en rad avhandlingar. Hans huvudarbete Forarbeider til en norsk løvmosflora utkom i 20 delar (i Kgl. norske Videnskabselskabs skrifter 1908–1915).